# Mahogany Soul
Mahogany Soul — второй студийный альбом Энджи Стоун, вышел в США 16 октября 2001 года на лейбле J Records. Самым успешным синглом из альбома стала композиция «Wish I Didn't Miss You».

## Об альбоме
Wish I Didn’t Miss You пробыл в Австралии на месте №7, на радио реализован как танцевальный ремикс.
Альбом очень хорошо продавался, как и предыдущий альбом Энджи Стоун, Mahogany Soul стал золотым в США.
Сингл «Brotha Part 2» был записан при участии Алиши Киз и рэпершы Eve. Есть также оригинальная версия этой песни, она называется просто «Brotha». Он стал первым синглом из Mahogany Soul.
Критики положительно восприняли альбом. Обозреватель из газеты Los Angeles Times назвал альбом «работой года». В солидарности с Los Angeles Times, критик из Allmusic отметил, что Mahogany Soul — один из лучших R&B-альбомов 2001 года. Положительную оценку получила песня  «Wish I Didn’t Miss You», которая является великолепной и ценной жемчужиной на пластинке. Сингл «Brotha» был описан как «гипнотизирующий» трек со своим необычным ритмом, а «The Ingredients of Love» приятным и «бархатистым». После этого, альбом теряет свою силу, но тем не менее, есть и неплохие композиции в стиле неосоул, такие, как «20 Dollars», спокоиная и приятная «Life Goes On», а также «Time of the Month». Эти песни также могут быть интересны слушателям.

## Список композиций
1. «Soul Insurance» — 5:00
2. «Brotha» — 4:28
3. «Pissed Off» — 4:41
4. «More Than a Woman» — 4:53
5. «Snowflakes» — 3:49
6. «Wish I Didn’t Miss You» — 4:30
7. «Easier Said Than Done» — 3:56
8. «Bottles & Cans» — 3:54
9. «The Ingredients of Love» — 3:56
10. «What U Dyin' For» — 5:26
11. «Makings of You (Interlude)» — 2:30
12. «Mad Issues» — 4:49
13. «If It Wasn’t» — 4:22
14. «20 Dollars» — 4:42
15. «Life Goes On» — 3:57
16. «The Heat (Outro)» — 1:54
17. «Brotha Part II» (совместно с Алишей Киз и Eve) — 3:47
18. «Time of the Month» — 4:09

Бонус-трек
- «Makin’ Me Feel»

## Чарты
| Чарт (2001)                           | Наивысшая позиция |
| ------------------------------------- | ----------------- |
| U.S. Billboard 200                    | 22                |
| U.S. Billboard Top R&B/Hip-Hop Albums | 4                 |
| Чарт (2002)                           | Наивысшая позиция |
| Belgian Albums Chart (Flanders)       | 15                |
| Dutch Albums Chart                    | 15                |
| Finnish Albums Chart                  | 5                 |
| Swedish Albums Chart                  | 23                |
| UK Albums Chart                       | 89                |